# Imagine (álbum)
Imagine es el segundo álbum de estudio del cantante británico John Lennon, lanzado en Estados Unidos el 9 de septiembre de 1971 por EMI y en el Reino Unido el 8 de octubre de 1971 por Apple Records. Es considerado como su trabajo más popular como solista. Grabado en febrero de 1971, el álbum contiene canciones más sofisticadas, más comerciales y menos vanguardistas que en sus anteriores proyectos, como John Lennon/Plastic Ono Band. Según Lennon, la diferencia entre Imagine y sus trabajos previos era el "baño de chocolate para el consumo público" de este, en referencia a los arreglos de cuerda que prevalecen durante todo el álbum.

## Historia

### Sesiones de grabación
Los temas básicos del álbum fueron grabados en el estudio personal de Lennon, en Tittenhurst Park, mientras los arreglos de cuerda serían añadidos en Récord Plant, Nueva York. Al igual que en su anterior álbum, Phil Spector se uniría al proyecto como coproductor del álbum. Durante su grabación, sería filmado numeroso material videográfico para mostrar la evolución de las canciones, posteriormente recopilado en un documental titulado Gimme Some Truth: The Making of John Lennon's Imagine.
El tema que da título al álbum, «Imagine», supuso la firma personal en la carrera musical de Lennon y se mantiene como exponente e himno de la paz mundial.
«Jealous Guy», originalmente titulada «Child of Nature» durante su composición en India en 1968, también obtendría gran popularidad dentro del catálogo de canciones de Lennon. Otros momentos importantes del álbum son los temas «Oh My Love», compuesto para Yoko Ono, y la contemplativa «How?», la cual, junto a la anterior, fueron influidas por la experiencia vivida por Lennon en la terapia primal. «How?» releva las preguntas realizadas por el músico durante los cambios producidos en el tiempo que duró la terapia, mientras «Oh My Love» comunica el Lennon jovial y maduro, resultado de la misma terapia.
Imagine también hace hincapié en el amor de Lennon por el rock 'n' roll en los temas «Crippled Inside» e «It's So Hard», así como en la provocativa «Gimme Some Truth», la cual puede escucharse en las sesiones de grabación de Let It Be. «I Don't Want to Be a Soldier» cierra la primera parte de Imagine con una carga política en contra del activismo militar.
George Harrison sería invitado por Lennon para tocar en algunos temas de Imagine, especialmente en «How Do You Sleep?», el cual sirvió de plataforma para mofarse de su antiguo compañero en The Beatles, Paul McCartney, y para responder a las acusaciones vertidas por este en el álbum Ram (las primeras ediciones del álbum incluían una postal de Lennon sujetando las orejas de un cerdo, en un pose similar al de McCartney en la portada de Ram, quien sujeta a un carnero.)

### Lanzamiento
El álbum fue lanzado el 9 de septiembre de 1971 en los Estados Unidos y el 8 de octubre, en el Reino Unido. Las primeras ediciones del LP incluyen una postal con una foto donde Lennon sostiene un cerdo, en tono de burla por una pose similar de Paul McCartney con una oveja en la portada de su álbum Ram. Fue también lanzado originalmente en sonido cuadrafónico. Imagine, respaldado con el lado B, «It's So Hard», fue lanzado como sencillo en los EE. UU. el 11 de octubre de 1971. El álbum llegó al número 1 en todo el mundo y se convirtió en un disco perdurable y de gran éxito a través del tiempo, con la canción que da título alcanzando el número 3 en los Estados Unidos. Junto con el previo John Lennon/Plastic Ono Band (1970), son las obras musicales más reconocidas de Lennon.
La portada es una fotografía tomada con una Polaroid realizada por Andy Warhol, quien tenía cierta amistad con el músico. Muestra el rostro opaco de Lennon (en un tono sepia), detrás de una cortina de humo. En cambio, la fotografía de la contraportada fue tomada por Yoko Ono, en la que se muestra la cara de perfil de Lennon acostado. La contraportada también incluyó una cita del libro de Ono titulado Grapefruit: "Imagine the clouds dripping. Dig a hole in your garden to put them in" (Imagina las nubes goteando. Cava un agujero en tu jardín para ponerlas). Dicho libro estaba en plena promoción en el Reino Unido por parte del matrimonio para ese entonces.

### Resultados
Tras su publicación en octubre de 1971, Imagine recibió buenas reseñas por parte de la crítica, alcanzando el primer puesto a nivel global y despuntando en el nivel de ventas. La canción «Imagine» alcanzaría el puesto #3 en las listas de Billboard y el #1 en las británicas tras la muerte de Lennon.
Originalmente, la canción «Imagine» no se publicó como sencillo en Reino Unido hasta cuatro años más tarde en 1975, coincidiendo con el lanzamiento de la colección de sencillos de Lennon Shaved Fish
En 2000, Yoko Ono supervisaría la remezcla de Imagine para la reedición del álbum en formato CD.
En 2003, la revista musical Rolling Stone colocó Imagine en el puesto #76 de los 500 mejores álbumes de todos los tiempos.
En 2010, Yoko Ono relanza Imagine en CD con motivo del 70 aniversario del nacimiento de John Lennon.
En 2017, la National Music Publishers Association reconoció a Yoko Ono como coautora de Imagine.

## Lista de canciones
Todas las canciones fueron compuestas por John Lennon excepto donde diga lo contrario, todas las canciones fueron producidas por John Lennon, Yoko Ono y Phil Spector.
| Lado A |                                |              |          |  |
| N.º    | Título                         | Escritor(es) | Duración |  |
| 1.     | «Imagine»                      | John Lennon  | 3:04     |  |
| 2.     | «Crippled Inside»              | John Lennon  | 3:50     |  |
| 3.     | «Jealous Guy»                  | John Lennon  | 4:17     |  |
| 4.     | «It's So Hard»                 | John Lennon  | 2:30     |  |
| 5.     | «I Don't Want to Be a Soldier» | John Lennon  | 6:10     |  |

| Lado B |                     |                      |          |  |
| N.º    | Título              | Escritor(es)         | Duración |  |
| 1.     | «Gimme Some Truth»  | John Lennon          | 3:16     |  |
| 2.     | «Oh My Love»        | John Lennon/Yoko Ono | 2:47     |  |
| 3.     | «How Do You Sleep?» | John Lennon          | 5:37     |  |
| 4.     | «How?»              | John Lennon          | 3:45     |  |
| 5.     | «Oh Yoko!»          | John Lennon          | 4:22     |  |

## Certificaciones
Estados Unidos: 2x 2,000,000

 Reino Unido:  100,000

## Personal
- John Lennon: Voz principal y armonías; guitarras solista, rítmica y acústica; piano, armónica y silbido.
- George Harrison: Guitarras solista, rítmico, slide y dobro slide en «Crippled Inside», «I Don't Want to Be a Soldier», «Gimme Some Truth», «Oh My Love» y «How Do You Sleep?».
- John Barham: Armonio, piano y vibráfono.
- Nicky Hopkins: Pianos acústico y eléctrico.
- Klaus Voormann: Bajo y contrabajo.
- Alan White: Batería y percusión.
- Jim Gordon: Batería y percusión.
- Jim Keltner: Batería y percusión.
- Tom Evans: Guitarras rítmica y acústica.
- Rod Linton: Guitarras rítmica y acústica.
- Joey Molland: Guitarras rítmica y acústica.
- Ted Turner: Guitarras rítmica y acústica.
- John Tout: Piano (erróneamente acreditado como guitarrista).
- Michael Pinder: Percusión.
- King Curtis: Saxofón.
- J&P Duo Group: Coros y The Flux Fiddlers (cuerdas; miembros de la Orquesta Filarmónica de Nueva York) con arreglos y dirección de Torrie Zito.